# 钱大康
錢大康，BBS，JP（1951年—），澳門出生，香港長大，曾任香港科技大學首席副校長、香港大學首席副校长及香港浸會大學校長。

## 生平

### 早年經歷
錢大康在1958年畢業於灣仔救世軍學校（幼稚園部），早年就讀聖保羅男女中學，1975年畢業於美國密蘇里大學電機工程系，4年後在同校獲得電機工程博士學位，及後在美國太空總署（NASA）戈達德太空飛行中心從事研究工作，直至1981年加入威斯康星大學麥迪遜分校電機及電腦工程系任助理教授（1981年），1984年獲擢升至副教授，1989年升為教授。

### 香港科技大學
1992年香港科技大學創校之時，錢大康加入其計算機科學系任教授，後升任講座教授，並於1996至2001年間為該系系主任，其後被借調往香港應用科技研究院擔任資訊科技副院長。2003年他返回科大並獲委任為研究及發展副校長直至2006年，期間曾署任學術副校長。2007至2010年，他轉任首席副校長。2010年底，他以「年紀不輕」為理由辭職。

### 香港大學
2010年，錢大康獲香港大學遴選委員會推薦為港大首席副校長唯一人選，其後在校務委員會會議上通過任命，接替前任王于漸，開始5年任期。他表示考慮這項任命是因為「港大是『老牌』綜合型大學，但科大僅得理工科。」，更指「為入港大等了四十年」。

### 香港浸會大學
2015年，香港浸會大學（浸大）宣佈委任錢大康為下任校長，接替陳新滋，任期5年。
在任期間，浸大曾發生「普通話豁免試抗爭事件」，十多名浸會大學學生於2018年1月因不滿校內普通話豁免試合格率太低，佔領校內語文中心8小時，錢大康多次就事件作出回應，多間大學民主牆一度出現侮辱錢大康標語。及後浸大亦牽涉到2019年香港的反修例風波。
於2019年11月底，正值反修例風波期間，浸大宣佈錢大康於2020年8月31日任期屆滿後退休，並最終稍為延任到2020年12月31日才退休。

## 學術科研
钱大康教授的学术科研领域主要包括计算机视觉、图像处理和模式识别等。他曾担发表过超过100篇学术著作，担任过一些国际顶级期刊的编委，例如《电機电子工程师学会模式分析与机器智能会刊》（IEEE Transactions on Pattern Analysis and Machine Intelligence），《电機电子工程师学会图像处理会刊》（IEEE  Transactions on Image Processing）等。
他的科研工作受到美国政府和香港政府的资助，包括美国国家科学基金（NSF），美国国家航空航天局，香港大學教育資助委員會（UGC），香港創新及科技基金（ITF）等。

## 公共服務
- 研究資助局前主席
- 香港教育城董事局前主席

錢大康教授積極參與公共服務，包括於2004至2012年擔任大學教育資助委員會委員、2005至2012年出任研究資助局主席。他現任教資會2014年研究評審工作小組召集人，並於2005至2007年出任同一職位，以統籌2006年的研究評審工作。
錢大康教授為香港工程科學院院士及香港電腦學會院士。

## 獎項與榮譽
- 美國國家科學基金會總統青年科學家獎 （Presidential Young Investigator Award from the National Science Foundation）

## 反修例風波
2019年8月6日，浸大學生會會長方仲賢前晚在深水埗鴨寮街，購買十枝鐳射筆後被拘捕，期間遭警員「叉頸」，及後被送往明愛醫院。學生會後來於校園舉行集會聲援方仲賢，300多名師生及校友出席。浸大校長錢大康受學生會邀請出席集會，與學生對話，但於近7時以與新宿舍捐款人出席飯局為由突然離去。錢離開時，參與集會的學生鼓譟，一度衝出浸會大學道，要求錢繼續與學生對話。錢大康於晚上11時回到集會，但討論多時，仍未能與學生達成共識。，學生決定浸大於2019年新生註冊日「罷搞Reg Day」，抗議錢拒絕譴責警方濫暴。
2019年11月3日，錢大康向師生發信，指浸大編委會新聞系一名學生，昨晚9時許在太古城採訪示威活動期間被捕。在信中表示非常關注涉事學生的情況，正聯絡相關政府部門，希望被捕學生獲公平對待。而包括新聞系系主任在內的浸大教職員，已到警署了解情況並提供協助，校方亦已聯絡被捕學生的家人，並安排律師提供法律支援。
2020年7月錢大康在任期間，任職浸大社工系講師多年的前民主派立法會議員邵家臻收到浸大人事部電郵通知，指新學年不會再與他續約，電郵沒有提及任何原因。邵批評校方打壓學術自由，會向錢大康校長和校董會提出上訴。